# Blackrock Castle

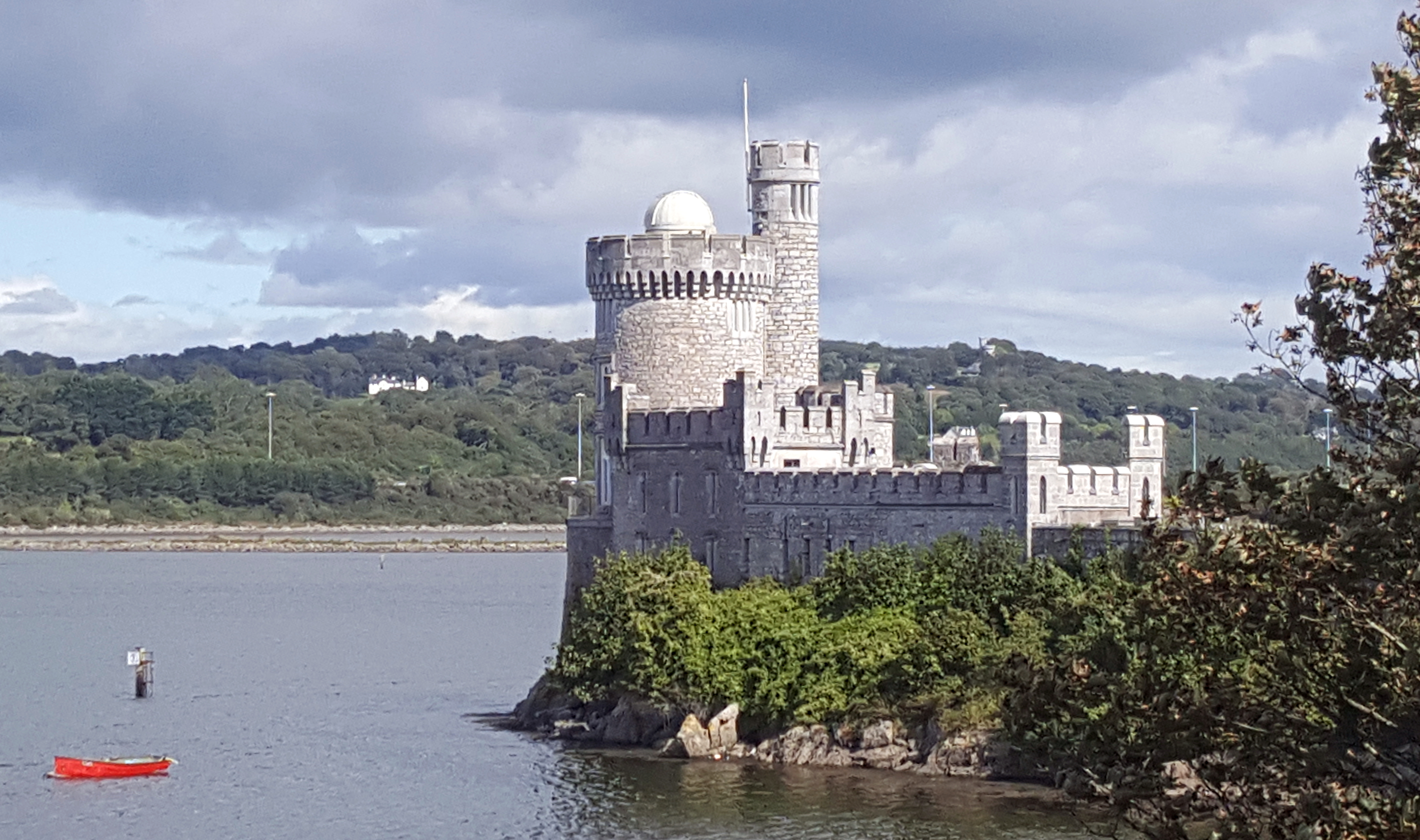
Blackrock Castle, Blick nach Norden

Blackrock Castle (irisch-gälisch: Caisleán na Carraige Duibhe) ist eine Festung im Dorf Blackrock, etwa 2 km entfernt vom Stadtzentrum von Cork im irischen County Cork am Ufer des River Lee. Ursprünglich, im 16. Jahrhundert, war es eine Küstenfestung, die den Hafen von Cork schützen sollte. Heute sind dort ein Observatorium, ein Besucherzentrum und ein Restaurant untergebracht.

## Geschichte
Ende des 16. Jahrhunderts wandten sich die Bürger von Cork mit einer Petition an die englische Königin Elisabeth I., ein Fort in Blackrock zu bauen, um „Piraten und andere Eindringlinge zurückzuschlagen“. 1582 wurde an dieser Stelle eine Festung errichtet und um 1600 ein Rundturm hinzugefügt, um eine Sicherheit gegen Piraten zu bieten, die Schiffe aufbrachten, die in den Hafen einfuhren. Der früheste Gebäudeteil, der heute noch erhalten ist, ist der Rundturm an der Wasserkante mit einem Durchmesser von 10,5 Metern und 2,2 Meter starken Mauern.
Gemäß einer Charta des englischen Königs Jakob I. von 1608 gehörte die Burg der Stadt Cork. 1613 und 1614 ist das Fort im Council Book of Cork erwähnt. 1722 wurde der alte, vierstöckige Turm durch einen Brand zerstört von den Bürgern von Cork neu aufgebaut, was £ 296 kostete.
In dieser ganzen Zeitspanne wurde Blackrock Castle von der Stadtverwaltung Cork für Bankette und „festliche Zusammenkünfte“ genutzt – manche davon in Verbindung mit der Tradition, „den Pfeil zu werfen“. Diese Tradition, die mindestens auf das 18. Jahrhundert zurückgeht, wurde alle drei Jahre im August durchgeführt und bestand darin, dass der Bürgermeister einen Pfeil mit einem etwa 1,3 Meter langen Bogen von einem Boot schoss, um die Gerichtsbarkeit der Stadtverwaltung über den Hafen aufzuzeigen.
Nach einem Bankett wurde das Fort 1827 durch einen Brand zerstört. Der Wiederaufbau begann auf Geheiß von Bürgermeister Thomas Dunscombe 1828 und wurde im März 1829 abgeschlossen. Die Architekten hatten drei weitere Stockwerke zum ursprünglichen Turm hinzugefügt und die Nebengebäude wieder aufgebaut. Das neue Gebäude kostete die Stadt Cork £ 1000. die Architekten waren George Richard Pain und James Pain, die ebenfalls für andere öffentliche Bauten der damaligen Zeit um Cork verantwortlich zeichneten. Der neugotische Gebäudekomplex um einen Innenhof ist im Wesentlichen das, was von dem Fort heute erhalten ist.
Das Fort kam im 20. Jahrhundert für eine gewisse Zeit in private Hände und diente als Privathaus, Büro, Sitz eines Ruderclubs und Restaurant. 2001 kaufte die Stadtverwaltung Cork Blackrock Castle zurück, ließ es renovieren und in ein Observatorium und Museum umbauen.

## Observatorium
Anfang der 2000er-Jahre wurde Blackrock Castle in Zusammenarbeit der Stadtverwaltung Cork, dem Cork Institute of Technology und einem privaten Spender umgebaut.
Das 2007 eröffnete Projekt „Cosmos at the Castle“ sollte ein „Zentrum für wissenschaftliche Forschung, Vergrößerung des Horizonts und Kommunikation“ schaffen. In dem Observatorium befinden sich ein interaktives Astronomiezentrum, das öffentlich zugänglich ist und Ausstellungen, wie die „Tour ins Universum“, sowie ein Radioteleskop bietet, mit dem von Schulgruppen verfasste Nachrichten auf nahegelegene Sterne geschickt werden können.
Im Fort sind auch Laboratorien untergebracht, in denen Astronomen des Cork Institute of Technology arbeiten.